# Borzée
Borzée is een plaats in de Belgische gemeente La Roche-en-Ardenne, in de provincie Luxemburg.
De belangrijkste bezienswaardigheid van Borzée is een kapel gewijd aan de Onbevlekte Ontvangenis van Maria. De kapel is net zoals de meeste andere gebouwen in Borzée opgetrokken in schist.

## Vakantiecentrum
In Borzée was van 1972 tot 2010 een vakantiecentrum van de Algemene Centrale der Openbare Diensten (ACOD). Het vakantiecentrum richtte zich op zowel individuele vakantiegangers als scholen en groepen, en was te situeren in de sector van het sociaal toerisme.
In december 2010 werd het vakantiecentrum gesloten. Na de sluiting deed het vakantiecentrum nog enige tijd dienst als opvangcentrum voor asielzoekers, maar vanaf 2012 kwam het gebouw leeg te staan.
In 2017 verkocht ACOD het 15 hectare grote vakantiedomein aan een projectontwikkelaar.